# Ahmed Shafik
Ahmed Mohamed Shafik (en árabe: أحمد محمد شفيق زكى‎, El Cairo; 25 de noviembre de 1941) es un político egipcio y excandidato presidencial que desempeñó como primer ministro de Egipto desde enero hasta marzo de 2011, anteriormente se desempeñó como comandante de la Fuerza Aérea Egipcia desde 1996 hasta 2002, y ministro Egipcio de Aviación Civil desde 2002 hasta 2011. 
Fue nombrado primer ministro por el presidente Hosni Mubarak el 29 de enero de 2011 en respuesta a las protestas que acabarían obligando al propio Mubarak a abandonar el poder. A pesar de la renuncia de Mubarak, Shafik continuó ejerciendo como primer ministro hasta el 3 de marzo del mismo año.

## Primeros años
Shafik nació en El Cairo en noviembre de 1941 y se unió a la Fuerza Aérea de Egipto en su juventud, se graduó de la Academia de la Fuerza Aérea de Egipto en 1961. Más adelante en su carrera obtuvo una maestría en ciencias militares y un doctorado en el 'National Strategy of Outer-Space'.

## Carrera militar
Como un joven oficial, Shafik sirvió como piloto de combate y más tarde fue nombrado comandante del escuadrón de combate aéreo. Durante la Guerra de Desgaste (de 1967 a 1970), Schafik estuvo en servicio activo como comandante de la Multi-Tarea Airwing. Posteriormente, tomó el puesto de comandante de la base aérea.
Durante la guerra de Yom Kipur en 1973, Schafik fue un piloto de caza mayor bajo el mando de Hosni Mubarak. Se afirma que Shafik derribó dos aviones israelíes el 14 de octubre.
Durante sus 40 años de servicio en la Fuerza Aérea de Egipto como piloto de combate, ha volado varios tipos de aviones de combate como el Mikoyan-Gurevich MiG-17, Mikoyan-Gurevich MiG-21 y el Dassault Mirage 2000, también actuó como comandante del ala del equipo acrobático egipcio de la Fuerza Aérea.
En 1984, Schafik fue nombrado agregado militar en la Embajada de Egipto en Roma. Continuó en este cargo hasta 1986. Durante los años 1988 y 1991 se vio a Shafik servir en varios puestos del alto mando militar antes de ser nombrado como Comandante del Departamento de Operaciones Aéreas.
En septiembre de 1991, Schafik fue nombrado Jefe de la Fuerza Aérea, sosteniéndose en esta posición hasta abril de 1996, cuando se convirtió en Comandante de la Fuerza Aérea de Egipto. En 2002, fue nombrado ministro de Aviación Civil y fue sustituido por su jefe de personal, el Mariscal Aéreo Magdy Galal Sharawi.

## Carrera política
Como ministro de la aviación civil, abordó algunos de los principales problemas en la aerolínea nacional EgyptAir, mejorando la gestión de los aeropuertos de Egipto y de la infraestructura y mejorando las relaciones con las autoridades reguladoras nacionales e internacionales de operadores privados e internacionales. 
Shafik llevó a cabo un ambicioso plan de reestructuración de EgyptAir y logró conseguir una vuelta para el rendimiento de la empresa, Egyptair se convirtió en miembro de Star Alliance en 2008.
Por otra parte, Shafik modernizó los aeropuertos egipcios, el Aeropuerto Internacional de El Cairo fue transformado a un centro regional a través de la inauguración de la Terminal N°3 en el 2008 con lo que su capacidad anual aumento a 22 millones de pasajeros, el Aeropuerto Internacional de Sharm el-Sheij alcanzó una capacidad anual de 8 millones de pasajeros después de la apertura de la Terminal N°2.
En mayo de 2012 se postuló en las elecciones presidenciales.